# Bérczes Dávid
Bérczes Dávid  (Borås, Svédország, 1990. január 14. –) magyar sakkozó, nemzetközi nagymester.

## Pályafutása
A családja visszaköltözött Svédországból Budapestre, amikor a kis Dávid két és fél éves volt. A sakk alapszabályait anyjától tanulta hat évesként. A bátyja Csaba 2005-ben magyar egyéni bajnok. A két nővére röplabdát játszik. Az edzője 2003-tól Lukács Péter nagymester.
Négy alkalommal volt a magyar válogatott tagja az U18-as Európa-bajnokságokon. Először 2003-ban, 13 évesen, a 6. helyet szerző magyar csapat tagjaként a mezőny 3. legjobb eredményét érte el. A csapattal 2007-ben az arany, 2008-ban az ezüstérmet szerezte meg, ez utóbbi alkalommal egyéni eredménye a legjobb volt a mezőnyben.
2004-ben és 2006-ban az U16-os sakkolimpián szerepelt a magyar válogatott tagjaként, amely egy 2. és egy 4. helyezést ért el.
A MITROPA Kupán 2006-ban a magyar csapat tagjaként 1. helyet, 2009-ben 3. helyet ért el.
2007-ben az Aquaprofit Nagykanizsa színeiben az Európa-csapatbajnokságban 90%-os egyéni eredményével a mezőny legjobbja volt.
A svédországi Rilton Cup-on 2007/2008-ban 2638-as Élő pont teljesítménnyel a megosztott első helyet érte el. Ugyanezen a versenyen 2008/2009-ben holtversenyben a 3. helyet szerezte meg.
2011-ben holtversenyben a 2. helyen végzett a Drezdában rendezett ZMDI Sakkfesztiválon
2005-ben kapta meg a nemzetközi mesteri címet. A nagymesteri normát 2005-ben Budapesten, a 2006/2007-es és a 2007/2008-as stockholmi tornán teljesítette. 2008 nyarán a svájci Bielben harcolta ki az utolsó húsz pontot a 2500-as nagymesteri határ fölé, és ezzel a negyedszer is elérte nagymesteri normát, mely után azt megkapta.
Eddigi legmagasabb Élő pontszáma 2560 volt (2012. január). 2016. augusztusban az Élő-értékelése 2480 pont, ezzel 30. a magyar ranglistán. Villámsakkban a pontszáma 2519, rapidsakkban 2498.

## Kiemelkedő versenyeredményei
- 2002: 1. hely First Saturday verseny Budapest (FS02 FM-A, és FS03 FM-A)
- 2003: 1. hely First Saturday verseny Budapest (FS02 IM-A)
- 2005: megosztott 1. hely First Saturday verseny Budapest (FS05 GM, FS08 GM és FS11 GM)
- 2005: megosztott 1. hely Arad
- 2006: megosztott 1. hely Zalakaros
- 2007: megosztott 1. hely Las Palmas
- 2008: megosztott 1. hely First Saturday verseny Budapest (FS09 GM)
- 2008: megosztott 3. hely Winterthur
- 2009: 2. hely Nyírségi torna
- 2010: megosztott 1. hely Zalakaros
- 2010: megosztott 1. hely Sautron
- 2010: megosztott 2. hely First Saturday verseny Budapest (FS04 GM)
- 2011: megosztott 2. hely Drezda
- 2012: 2. hely Sárkány-Aranytíz nagymesterverseny, Budapest[9]
- 2012: 1. hely First Saturday verseny Budapest (FS10 GM)[10]
- 2013: 2. hely First Saturday verseny Budapest (FS05 GM)[11]
- 2013: 2. hely Nyílt magyar bajnokság, Zalakaros[12]
- 2013: 3. hely First Saturday verseny Budapest (FS08 GM)[13]
- 2013: 1. hely X. FIDE Open, Richardson (USA)[14]
- 2013: 3. hely XI. FIDE Open, Richardson (USA)[15]
- 2014: 3. hely (holtversenyben) Texas Masters, Richardson (USA)[16]